# Øster Alling-Vester Alling Kommune
Fausing-Auning Kommune var en dansk sognekommune i Randers Amt fra 1842 til 1966. Kommunen bestod af Øster Alling og Vester Alling Sogne. Kommunen blev i 1966 slået sammen med Fausing-Auning Kommune til Gammel Estrup Kommune. Ved kommunalreformen i 1970 indgik den tidligere Øster Alling-Vester Alling Kommune i Sønderhald Kommune. Efter strukturreformen i 2007 ligger den tidligere Øster Alling-Vester Alling Kommune i Norddjurs Kommune.